# Oliver Carlo Errichiello

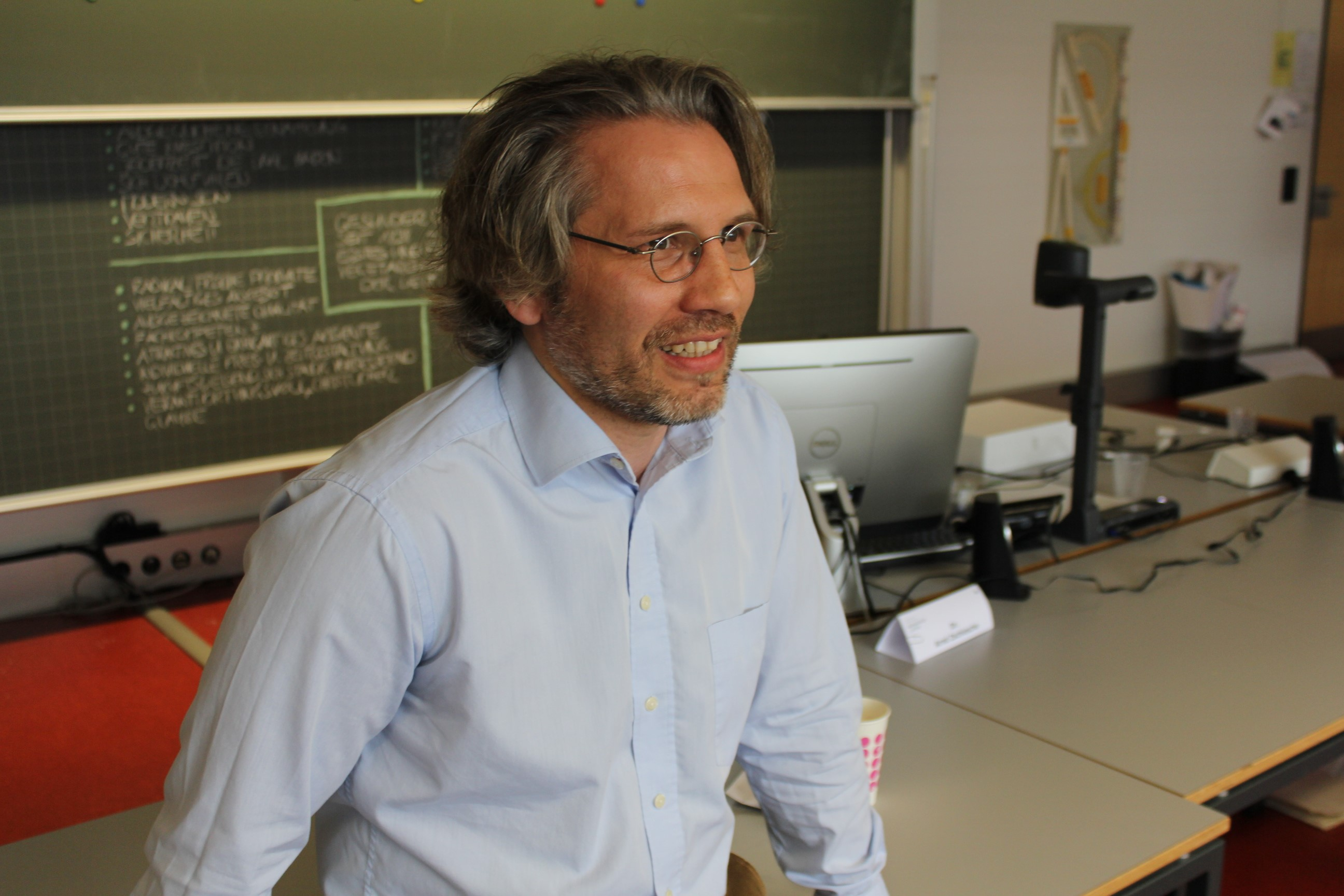
Oliver Carlo Errichiello, 2015

  Oliver Carlo Errichiello (* 14. Dezember 1973 in Hamburg) ist ein deutsch-italienischer Wirtschaftssoziologe und Autor.

## Werdegang
Oliver Errichiello studierte Soziologie an der Universität Hamburg und Psychologie an der Université Lyon. 2012 promovierte er bei dem Wirtschaftssoziologen Jürgen Beyer und dem Markensoziologen Alexander Deichsel mit der ersten deutschsprachigen Arbeit über „Markensoziologische Werbung“. 2006 gründete er das Forschungs- und Beratungsunternehmen Büro für Markenentwicklung. Fachübergreifende Popularität erlangte er durch das Buch Wir Einmaligen, in dem er den Individualisierungswahn thematisiert, und durch regelmäßige Auftritte in der Sendung ARD-Markencheck sowie im NDR-Fernsehen-Magazin Markt. Seit 2017 ist er Autor des liberal-konservativen Magazins Tichys Einblick mit einer Kolumne zur Konsumphilosophie sowie zu Fragen der Markenführung und Sozioökonomie. In zahlreichen Publikationen verknüpft er markensoziologische Theorien mit zeitgenössischen Fragestellungen der Popkultur und nimmt Bezug auf die Arbeiten von Douglas Coupland, der auch das Vorwort für ein Buch verfasste.
Errichiello entwickelte ab 2008 die Ecodesign-Marke „wooden radio“ für den indonesischen Designer Singgih Susilo Kartono. Für das Ecodesignprojekt wurden Errichiello und sein Partner Arnd Zschiesche mehrfach ausgezeichnet, u. a. mit einer INDEX-Design-to-Improve-Life-Nominierung, dem G-Mark Award sowie dem Design Plus-Award.
Errichiello lehrt als Dozent für Markensoziologie und Brandmanagement an der Hochschule Luzern. Seit 2014 ist er Lehrbeauftragter an der Europäischen Medien- und Business-Akademie (EMBA) in Hamburg. Seit 2016 ist er Organisator und Lehrbeauftragter der Ringvorlesung „Gemeinschaft und Gesellschaft“ sowie „Moral und Ethik“ an der Universität Hamburg. Am 1. August 2018 wurde er zum Honorarprofessor für Markensoziologie und Markenmanagement an der Hochschule Mittweida berufen. Seit 2018 leitet er das Innovationslabor der Deutschen Seereederei zu den Themen Hospitality, Tourismus und Freizeit.
Errichiello hält es für riskant, Markennamen und Logos zu ändern, die im Zuge der Rassismus-Debatte in die Diskussion geraten. Es gebe „keine Marke, die wegen unethischen Auftretens eingebrochen wäre“.

## Schriften
- mit Arnd Zschiesche: Wenn Hunde aus einem fahrenden Auto starren. Novellen im Zeitalter des Duftbaums. Verlag Moderne Heimat, 2004, ISBN 3-00-012453-5.
- mit Arnd Zschiesche: Die Angestellten im 21. Jahrhundert. Verlag Moderne Heimat, 2004, ISBN 3-00-014905-8.
- mit Arnd Zschiesche: Markenkraft im Mittelstand. Was Manager von Schwarzenegger und dem Papst lernen können. Springer Gabler, Wiesbaden 2008, ISBN 978-3-8349-1061-5.
- mit Arnd Zschiesche: Erfolgsgeheimnis Ost: Survival-Strategien der besten Marken – und was Manager daraus lernen können. Springer Gabler, Wiesbaden 2009, ISBN 978-3-8349-1615-0.
- mit Arnd Zschiesche: Wir Einmaligen. Eichborn, Frankfurt am Main 2011, ISBN 978-3-8218-6603-1.
- mit Arnd Zschiesche: 30 Minuten Markenführung. GABAL Verlag, Offenbach 2012, ISBN 978-3-86936-352-3.
- Markensoziologische Werbung. Dissertationsschrift. Springer Gabler, 2012, ISBN 978-3-8349-4507-5.
- mit Arnd Zschiesche: Markenkraft im Mittelstand. Was jeder Manager von Dr. Klitschko und dem Papst lernen kann. 2. Auflage. Springer Gabler, Wiesbaden 2012, ISBN 978-3-8349-4288-3.
- mit Arnd Zschiesche: Marke ohne Mythos. Das erste ehrliche Markenbuch oder warum so viele Menschen einen MINI brauchen. GABAL Verlag, Offenbach 2013, ISBN 978-3-86936-476-6.
- mit Arnd Zschiesche: 30 Minuten Werbung. GABAL Verlag, Offenbach 2014, ISBN 978-3-86936-566-4.
- mit Arnd Zschiesche: Markensoziologie kompakt. Basics für die Praxis. Springer Gabler, Wiesbaden 2015, ISBN 978-3-658-10246-3.
- mit Timm Homann  und Arnd Zschiesche (Hrsg.): Die Soziologie, der Gestaltwille und die Marke. Soziale Systeme verstehen und führen. Springer Gabler, Wiesbaden 2015, ISBN 978-3-658-10115-2.
- mit Arnd Zschiesche: Grüne Markenführung. Erfolgsfaktoren und Instrumente nachhaltiger Brands. Springer Gabler, Wiesbaden 2016, ISBN 978-3-658-13244-6.
- mit Alexander Deichsel und Arnd Zschiesche: Grundlagen der Markensoziologie. Die sozialen Prinzipien von Markenbildung und -führung in Theorie und Praxis. Springer Gabler, Wiesbaden 2017, ISBN 978-3-658-17420-0.
- Philosophie und kleine Geschichte der Marke. Marken als individuelle und kollektive Sinnstifter. Springer Gabler, Wiesbaden 2017, ISBN 978-3-658-17652-5.
- mit Arnd Zschiesche: Die Kirche als Marke stark machen. Ein Basis-Leitfaden für kirchliche Gemeinden und Organisationen. Springer Gabler, Wiesbaden 2020, ISBN 978-3-658-28996-6.
- Einsamkeit. Springer Nature 2018, ISBN 978-3-662-57829-2.
- mit Arnd Zschiesche: Reality in Branding. 50 Laws of European Brand Management. GABAL International, Offenbach 2021, ISBN 978-3-96739-055-1.
- mit Arnd Zschiesche: Grüne Markenführung (2. überarbeitete Auflage). Springer Gabler, Wiesbaden 2021, ISBN 978-3-658-33541-0.
- Kollektives Verzeihen. Springer Nature, Berlin 2021, ISBN 978-3-662-63018-1.